# 李郁 (五代)
李郁（？—940年），字文纬，五代十国年间官员，唐朝宗室后裔。
后唐明宗时，李郁官至宗正卿。李郁性情平允，所历官没有人对他爱憎毁誉。后晋建立，晋高祖石敬瑭登极，任命他为光禄卿。一天他白昼梦到吃巨枣，预感到自己不久于人世，后果然很快就离世。